# Jean Mouret
Pour les articles homonymes, voir Mouret.
Jean Mouret est un homme politique français né le 18 août 1863 à Limoges (Haute-Vienne) et décédé le 8 décembre 1926 à Paris.
Représentant de commerce, il est député SFIO de la Seine de 1919 à 1924.